# ネルソン・フレイレ
ネルソン・フレイレ（Nelson Freire, 1944年10月18日 - 2021年11月1日）はブラジルのピアニスト。

## 略歴
3歳でピアノを始め、姉が弾いたばかりの曲をそらで演奏して周囲を驚かせた。フランツ・リストの孫弟子にあたるルシア・ブランコの指導を受け、5歳で最初のリサイタルを行い、モーツァルトの《ピアノ・ソナタ イ長調》KV.331を取り上げた。
1957年に12歳でリオ・デ・ジャネイロ国際ピアノコンクールに出演し、審査員のギオマール・ノヴァエスやマルグリット・ロン、リリー・クラウスらを前にベートーヴェンの《ピアノ協奏曲 第5番「皇帝」》を演奏し、7位に入賞した。翌1958年にウィーン音楽院に留学して、フリードリヒ・グルダの恩師ブルーノ・ザイドルホーファーに師事した。1964年にヴィアンナ・ダ・モッタ国際音楽コンクールピアノ部門第1位を制覇するとともに、ロンドンでリパッティ・メダルとハリエット・コーエン・メダルを獲得した。
1959年に国際的な演奏活動に着手し、ヨーロッパやアメリカ合衆国、カナダ、南米、日本、イスラエルで演奏会を行った。
ヨッフムやノイマン、グラーフ、プレヴィン、ロジェストヴェンスキー、小澤、ブーレーズ、マズア、マゼール、ヒュー・ウルフ、デュトワ、シャイー、ジョン・ネルソン、ジンマン、ロベルト・カルネヴァーレら世界の主要な指揮者と共演してきた。また共演してきたオーケストラに、ベルリン・フィルハーモニー管弦楽団、ミュンヘン・フィルハーモニー管弦楽団、バイエルン放送交響楽団、アムステルダム・コンセルトヘボウ管弦楽団、ロッテルダム・フィルハーモニー管弦楽団、チューリヒ・トーンハレ管弦楽団、ウィーン交響楽団、チェコ・フィルハーモニー管弦楽団、スイス・ロマンド管弦楽団、ロンドン交響楽団、パリ管弦楽団、フランス国立管弦楽団、モンテカルロ・フィルハーモニー管弦楽団、ボルチモア交響楽団、クリーヴランド管弦楽団、ロサンジェルス・フィルハーモニー管弦楽団、フィラデルフィア管弦楽団、モントリオール交響楽団、ニューヨーク・フィルハーモニー管弦楽団がある。
近年はニューヨークのカーネギーホールや「プラハの春」音楽祭、ブリュッセルやパリ、リスボン、ローマ、ミュンヘン、ルクセンブルク、チューリヒでリサイタルを開いているほか、ペテルブルク交響楽団やフランス国立管弦楽団、ユタ交響楽団やボストン交響楽団などとも共演し、フランスやポルトガルでイギリス室内管弦楽団とも共演した。
1999年にワルシャワにおいて、ショパンの没後150年を記念して《ピアノ協奏曲 第2番》を演奏し、華々しい成功をおさめる。2001年12月には、ロン＝ティボー国際コンクールの審査員長を務めた。2002年から2003年にかけて、シャイー指揮アムステルダム・コンセルトヘボウ管弦楽団と2度の演奏旅行を行い、また来日してNHK交響楽団とも共演した。この間、祖国ブラジルでも公演も行っている。
マルタ・アルゲリッチとの共演によるラヴェルの4手ピアノ版の《ラ・ヴァルス》がかつてはフレイレの代表的な音源であったが、近年はミシェル・プラッソン指揮ドレスデン・フィルハーモニー管弦楽団との共演によるリストのピアノ協奏曲集や、シューマンやショパンのピアノ曲集、ベートーヴェンのソナタ集によって著しい円熟味を示すようになって高い評価を得ている。2007年には、ブラームスのピアノ協奏曲全集を発表し、グラモフォン賞協奏曲部門で受賞した。
2021年11月1日 (現地時間)、死去。77歳没。